# Nicholas Guidi
Nicholas Guidi (Viareggio, 25 luglio 1983) è un ex calciatore italiano, di ruolo difensore.

## Carriera
Ha iniziato la sua carriera nel Cappiano Romaiano nel 2002, società nella quale ha ottenuto la promozione dalla Serie D alla Serie C2. Ha militato nella stessa società divenuta Cuoiopelli Cappiano, in seguito a fusione, fino al 2004.
Nel 2004 è stato acquistato dalla Lucchese raggiungendo così la Serie C1.
Nella stagione 2008-2009 viene acquistato dal Frosinone, su consiglio dell'allora tecnico Piero Braglia, con il quale affronta la Serie B. Il suo unico gol contro il Cittadella risulta essere decisivo per la salvezza dei giallo-azzurri. Nella stagione 2009-2010 viene confermato dal tecnico Francesco Moriero. Durante la stagione 2010-2011 indossa varie volte la fascia da capitano, venendo inoltre impiegato quasi sempre al centro della difesa ciociara, risultando tra i migliori in campo.
Il 30 giugno 2013 rimane svincolato e il 22 luglio seguente parte per il ritiro a Coverciano dei calciatori svincolati sotto l'egida dell'Associazione Italiana Calciatori.
Il 21 agosto 2013 trova l'intesa e firma per il Cosenza.
Il 14 luglio 2014 si accorda con i romagnoli del Forlì.
Il 15 gennaio 2015 passa all'Arezzo in uno scambio che porta l'attaccante Francesco Morga in Emilia-Romagna. Esordisce con la squadra toscana il 1º febbraio nella partita vinta 3-2 contro il Renate. Il 22 marzo segna il primo gol con la squadra amaranto, nella partita casalinga pareggiata 1-1 contro l'Alessandria.
Nell'agosto 2015 firma per il Viareggio 2014 dove rimane per 3 stagioni. Nel 2018 si accasa al Real Forte Querceta dove rimane anche l'annata successiva.

## Statistiche

### Presenze e reti nei club
.
| Stagione                    | Squadra                     | Campionato                  | Campionato | Campionato | Coppe nazionali | Coppe nazionali | Coppe nazionali | Totale | Totale |
| Stagione                    | Squadra                     | Comp                        | Pres       | Reti       | Comp            | Pres            | Reti            | Pres   | Reti   |
| --------------------------- | --------------------------- | --------------------------- | ---------- | ---------- | --------------- | --------------- | --------------- | ------ | ------ |
| 2002-2003                   | Cappiano Romaiano           | D                           | 26         | 0          | CID             | ?               | ?               | 26+    | 0+     |
| 2003-2004                   | Cuoiocappiano               | C2                          | 31         | 3          | CIC             | ?               | ?               | 31+    | 3+     |
| 2004-2005                   | Lucchese                    | C1                          | 34         | 2          | CIC             | ?               | ?               | 34+    | 2+     |
| 2005-2006                   | Lucchese                    | C1                          | 23         | 0          | CIC             | ?               | ?               | 23+    | 0+     |
| 2006-2007                   | Lucchese                    | C1                          | 13         | 2          | CIC             | ?               | ?               | 13+    | 2+     |
| 2007-2008                   | Lucchese                    | C1                          | 26         | 0          | CIC             | ?               | ?               | 26+    | 0+     |
| Totale Lucchese             | Totale Lucchese             | Totale Lucchese             | 96         | 4          |                 | ?               | ?               | 96+    | 4+     |
| 2008-2009                   | Frosinone                   | B                           | 30         | 1          | CI              | 1               | 0               | 31     | 1      |
| 2009-2010                   | Frosinone                   | B                           | 21         | 0          | CI              | 2               | 0               | 23     | 0      |
| 2010-2011                   | Frosinone                   | B                           | 25         | 0          | CI              | 1               | 0               | 26     | 0      |
| 2011-2012                   | Frosinone                   | 1D                          | 19         | 1          | CI              | 2               | 0               | 21     | 1      |
| 2012-2013                   | Frosinone                   | 1D                          | 21         | 0          | CI+CI           | 1+?             | 0+?             | 22     | 0      |
| Totale Frosinone            | Totale Frosinone            | Totale Frosinone            | 115        | 2          |                 | 7               | 0               | 122    | 2+     |
| 2013-2014                   | Cosenza                     | 2D                          | 32         | 0          | CI-LP           | 1               | 0               | 33     | 0      |
| 2014-gen. 2015              | Forlì                       | LP                          | 17         | 0          | CI-LP           | 2               | 0               | 19     | 0      |
| gen.-giu. 2015              | Arezzo                      | LP                          | 13         | 1          | -               | -               | -               | 13     | 1      |
| 2015-2016                   | Viareggio                   | D                           | 28         | 2          | CI-D            | 0               | 0               | 28     | 2      |
| 2016-2017                   | Viareggio                   | D                           | 23+1       | 1          | CI-D            | 0               | 0               | 24     | 1      |
| 2017-2018                   | Viareggio                   | D                           | 32+1       | 8          | CI-D            | 3               | 1               | 36     | 9      |
| Totale Viareggio            | Totale Viareggio            | Totale Viareggio            | 83+2       | 11         |                 | 3               | 1               | 88     | 12     |
| 2018-2019                   | Real Forte Querceta         | D                           | 34         | 4          | CI-D            | 3               | 1               | 37     | 5      |
| 2019-2020                   | Real Forte Querceta         | D                           | 23         | 5          | CI-D            | 1               | 0               | 24     | 5      |
| 2020-2021                   | Real Forte Querceta         | D                           | 23         | 6          | -               | -               | -               | 23     | 6      |
| Totale Real Forte dei Marmi | Totale Real Forte dei Marmi | Totale Real Forte dei Marmi | 80         | 15         |                 | 4               | 1               | 84     | 16     |
| Totale carriera             | Totale carriera             | Totale carriera             | 494+2      | 36         |                 | 17              | 2               | 513    | 38     |

## Palmarès

### Club

#### Competizioni nazionali
- Serie D: 1

CuoioCappiano: 2002-2003